# La Lande-Saint-Léger
La Lande-Saint-Léger là một xã thuộc tỉnh Eure trong vùng Normandie miền bắc nước Pháp.